# Hrapavost površine
Hrapavost površine je u općem smislu mikrogeometrijska nepravilnost površine, koja nastaje tijekom postupaka obrade ili drugih utjecaja. Hrapavost površine u određenim slučajevima bitno utječe na radna svojstva strojnih dijelova, posebno na mjestima međusobnog spoja pojedinih elemenata (trenje, zračnost, podmazivanje). Općenito, strojni dijelovi s manjom hrapavošću imaju veću dinamičku čvrstoću, veću otpornost na koroziju, veću sposobnost nalijeganja, bolje prenose toplinu itd. Kako je postizanje niskog stupnja hrapavosti uvijek povezano s duljim i skupljim postupcima obrade, ono ima za posljedicu povećanje cijene strojnog dijela.
Veličina hrapavosti obično se mjeri obzirom na srednju referentnu crtu profila neravnine m, koja dijeli profil tako, da je unutar mjerne duljine l veličina svih kvadrata odstupanja profila od te crte najmanja. Mjerna duljina l ovisna je o vrsti i kvaliteti obrade, te o metodi mjerenja. Parametri hrapavosti određeni su standardom DIN 4762, a neki od njih i starijim standardima HRN M.A1.020 i 021 i DIN 4768.

## Parametri hrapavosti površine
Za procjenjivanje hrapavosti površine u strojarskoj praksi najčešće se upotrebljava srednje aritmetičko odstupanje profila Ra, koje je jednako srednjoj aritmetičkoj vrijednosti apsolutnih vrijednosti visine profila neravnina na mjernoj duljini l.
{\displaystyle R_{a}={\frac {1}{n}}\sum _{i=1}^{n}\left|y_{i}\right|}
gdje je: Ra [μm] - srednje aritmetičko odstupanje profila, l [μm] - mjerna duljina hrapavosti površine, y(x), yi [μm] - visina profila hrapavosti s obzirom na srednju referentnu crtu, n - broj točaka procjenjivanja visine profila uzduž mjerne duljine
Kao parametar hrapavosti često se upotrebljava srednja visina neravnina Rz, koja je jednaka zbroju aritmetičke sredine apsolutnih vrijednosti visine pet najviših vrhova i aritmetičke sredine apsolutnih vrijednosti pet najvećih dubina udolina na mjernoj duljini l.
{\displaystyle R_{z}={\sqrt {{\frac {1}{n}}\sum _{i=1}^{n}y_{i}^{2}}}}
gdje je: Rz [μm] - srednja visina neravnina, yi [μm] - visina i-tog najvišeg vrha, n - broj točaka procjenjivanja visine profila uzduž mjerne duljine. Približno vrijedi Rz ~ 4 Ra.
Važan parametar hrapavosti jest i najveća visina profila Ry, koja je definirana kao udaljenost između dva pravca paralelna sa srednjom linijom profila, povučena tako da u granicama mjerne duljine dodiruju najvišu, odnosno najnižu točku profila. Ovaj parametar jednak je parametru Rmax (najveća visina neravnina) definiranom HRN standardom. Približno je Rmax = 6,4 Ra.
Prema standardu HRN M.A0.065 i DIN ISO 1302, hrapavosti tehničkih površina su podijeljene u 12 stupnjeva, ovisno o najvećoj vrijednosti srednjeg aritmetičkog odstupanja Ra (tabela). U istoj su tabeli, radi mogućnosti usporedbe, navedeni i razredi hrapavosti, koji se još mogu naći u starijoj literaturi i crtežima.